# Fernando Lázaro Carreter
Fernando Lázaro Carreter (Saragozza, 13 aprile 1923 – Madrid, 4 marzo 2004) è stato un filologo spagnolo, anche drammaturgo, giornalista e critico letterario, notevolmente impegnato nell'ardua impresa di favorire la qualità della sua lingua, parlata e scritta.

## Biografia
Membro della Reale Accademia dal 1972, ne divenne presidente, ricoprendo la carica fino al 1998. Nella sua concezione il linguaggio è un'entità viva, in continua evoluzione, per questo amava tanto tendere l'orecchio alla parlata quotidiana. In uno dei suoi ultimi interventi pubblici lamentò la percezione di una sorta di crescente anemia linguistica che minava gli spagnoli, fino a forzarli verso un guazzabuglio incomprensibile.
A causa dell'insonnia poteva dedicarsi a un attento ascolto della radio, per analizzare il linguaggio giornalistico: nel 1997, infatti, pubblicò El Dardo en la Palabra, raccogliendo e analizzando errori e usi impropri della lingua. Il libro andò a ruba.
Nell'ampia bibliografia, sono da ricordare: Las ideas linguísticas en España durante el siglo XVIII; Diccionario de términos filológicos; Estilo barroco y personalidad creadora (tr. it "Stile barocco e personalità creatrice"); Ensayos de poética; Lazarillo de Tormes en la Picaresca.